# Аннуитет
Аннуите́т (фр. annuité от лат. annuus — годовой, ежегодный) или финансовая рента — график погашения финансового инструмента. Выплаты по аннуитету осуществляются равными суммами через равные промежутки времени. Сумма аннуитетного платежа включает в себя и основной долг, и вознаграждение.
Аннуитетом в широком смысле может называться:
- Один из видов срочного государственного займа, по которому ежегодно выплачиваются проценты и погашается часть суммы.
- Равные друг другу денежные платежи, выплачиваемые через определённые промежутки времени в счёт погашения полученного кредита, займа и процентов по нему.
- В страховании жизни — договор со страховой компанией, по которому физическое лицо приобретает право на регулярное получение согласованных сумм, начиная с определённого времени, например, выхода на пенсию[1].
- Современная стоимость серии регулярных страховых выплат, производимых с определённой периодичностью в течение срока, установленного договором страхования.

Аннуитетный график также может использоваться для того, чтобы накопить определённую сумму к заданному моменту времени. В таком случае на счёт или депозит, по которому начисляется вознаграждение, регулярно вносятся одинаковые суммы.

## Виды аннуитетов по времени платежа
По времени выплаты первого аннуитетного платежа различают:
- аннуитет постнумерандо — выплата осуществляется в конце первого периода,
- аннуитет пренумерандо — выплата осуществляется в начале первого периода.

## Коэффициент аннуитета

### Описание
Коэффициент аннуитета превращает разовый платёж сегодня в платёжный ряд. С помощью данного коэффициента определяется величина периодических равных выплат по кредиту:
где {\displaystyle i} — процентная ставка за один период, {\displaystyle n} — количество периодов на протяжении всего действия аннуитета (количество операций по капитализации процентов). На практике возможны некоторые отличия от математического расчёта, вызванные округлением, а также неодинаковой продолжительностью месяца и года; особенно это касается последнего по сроку платежа.
Предполагается, что выплаты производятся постнумерандо, то есть в конце каждого периода. И тогда величина периодической выплаты {\displaystyle A=K\cdot S}, где {\displaystyle S} — величина кредита.

### Пример расчёта
Рассчитаем ежемесячную выплату по трехлетнему кредиту суммой 12000 долларов по ставке 6 % годовых. Поскольку выплаты будут производиться каждый месяц, необходимо привести процентную ставку из годового значения к месячному: 
 Подставляем в указанную выше формулу следующие значения: {\displaystyle i=0,00487}, {\displaystyle n=36}. Полученный коэффициент умножаем на сумму кредита — 12000. Получаем около 364 долларов 20 центов в месяц.
Обычно погашение долга предусматривает ежемесячные или ежеквартальные выплаты, и задаётся годовая процентная ставка {\displaystyle i}. Если выплаты производятся постнумерандо {\displaystyle m} раз в год в течение {\displaystyle n} лет, то точная формула для коэффициента аннуитета:
или по упрощенной формуле:
где {\displaystyle k} (всегда показатель степени) — количество периодов = {\displaystyle n\cdot m}.
Представленная здесь формула коэффициента аннуитета основана на определении наращенной суммы долга с использованием формулы сложных процентов.

## Кредит с аннуитетными платежами

### Описание
При заключении кредитного договора стороны договориваются о процентной ставке, сроке кредитования и размере первоначального взноса а также о методике расчета ежемесячных платежей. Некоторые банки разрешают клиентам самим выбирать схему выплат — дифференцированную или аннуитетную. Они отличаются способом начисления и взимания процентов и итоговой суммой кредита. При аннуитете кредит выплачивается равными частями — размер взноса остается неизменным на протяжении всего периода кредитования.

### Пример расчёта
Расчёт равных месячных платежей (X), необходимых для выплаты ипотечной ссуды (P) в 100 тыс. руб. с процентной ставкой (r) 10 % годовых/100, взятой на (n) 20 лет.
{\displaystyle {\sqrt[{12}]{1+r}}\approx 1,007974}
Месячный платеж {\displaystyle X={\frac {P({\sqrt[{12}]{1+r}})^{12n}\cdot ({\sqrt[{12}]{1+r}}-1)}{({\sqrt[{12}]{1+r}})^{12n}-1}}={\frac {100000\cdot 1,007974^{240}\cdot (1,007974-1)}{1,007974^{240}-1}}=936,64} ;
| Дата     | Денежный поток | Проценты | Погашение основного долга | Остаток основного долга |
| -------- | -------------- | -------- | ------------------------- | ----------------------- |
| 01.01.10 | -100000,00     |          |                           | 100000,00               |
| 01.02.10 | 936,64         | 797,41   | 139,23                    | 99860,77                |
| 01.03.10 | 936,64         | 796,30   | 140,34                    | 99720,44                |
| 01.04.10 | 936,64         | 795,18   | 141,45                    | 99578,98                |
| 01.05.10 | 936,64         | 794,06   | 142,58                    | 99436,40                |
| 01.06.10 | 936,64         | 792,92   | 143,72                    | 99292,68                |
| 01.07.10 | 936,64         | 791,77   | 144,87                    | 99147,82                |
| ...      | ...            | ...      | ...                       | ...                     |
| 01.10.29 | 936,64         | 29,29    | 907,35                    | 2765,69                 |
| 01.11.29 | 936,64         | 22,05    | 914,59                    | 1851,11                 |
| 01.12.29 | 936,64         | 14,76    | 921,88                    | 929,23                  |
| 01.01.30 | 936,64         | 7,41     | 929,23                    | 0,00                    |

Пример расчёта с учётом количества дней в месяцах и годах
| Дата     | Денежный поток | Проценты | Формула расчёта процентов  | Погашение основного долга | Остаток основного долга |
| -------- | -------------- | -------- | -------------------------- | ------------------------- | ----------------------- |
| 01.01.10 | -100000,00     |          |                            |                           | 100000,00               |
| 01.02.10 | 936,64         | 812,77   | =(1,1^(31/365)-1)*100000   | 123,87                    | 99876,13                |
| 01.03.10 | 936,64         | 732,92   | =(1,1^(28/365)-1)*99876,13 | 203,72                    | 99672,41                |
| 01.04.10 | 936,64         | 810,11   | =(1,1^(31/365)-1)*99672,41 | 126,53                    | 99545,88                |
| 01.05.10 | 936,64         | 782,88   | =(1,1^(30/365)-1)*99545,88 | 153,76                    | 99392,12                |
| 01.06.10 | 936,64         | 807,83   | =(1,1^(31/365)-1)*99392,12 | 128,81                    | 99263,31                |
| 01.07.10 | 936,64         | 780,65   | =(1,1^(30/365)-1)*99263,31 | 155,99                    | 99107,32                |
| ...      | ...            | ...      | ...                        | ...                       | ...                     |
| 01.10.29 | 936,64         | 27,94    | =(1,1^(30/365)-1)*3552,24  | 908,70                    | 2643,54                 |
| 01.11.29 | 936,64         | 21,49    | =(1,1^(31/365)-1)*2643,54  | 915,15                    | 1728,39                 |
| 01.12.29 | 936,64         | 13,59    | =(1,1^(30/365)-1)*1728,39  | 923,05                    | 805,34                  |
| 01.01.30 | 811,89         | 6,55     | =(1,1^(31/365)-1)*805,34   | 805,34                    | 0,00                    |

Итого сумма процентов за 20 лет составляет 124668,85 руб.

## Банковский расчёт аннуитета
По сложившейся практике банки зачастую считают аннуитетный платёж по своим формулам.
«Процентные доходы и процентные расходы по размещенным и привлеченным средствам начисляются в порядке и размере, предусмотренными соответствующим договором, на остаток задолженности по основному долгу, учитываемой на соответствующем лицевом счёте на начало операционного дня. При начислении процентных доходов и процентных расходов в расчёт принимаются величина процентной ставки (в процентах годовых) и фактическое количество календарных дней, на которое привлечены или размещены средства. При этом за базу берется действительное число календарных дней в году — 365 или 366 дней соответственно, если иное не предусмотрено соглашением сторон».
Таким образом, механизм начисления процентов банк может установить соглашением сторон достаточно произвольно, например, при котором в каждом месяце 30 дней, в году 12 месяцев, в году 360 дней.
При этом надо понимать, что годовая процентная ставка равна 12-ти среднемесячным процентным ставкам при использовании для расчёта простых процентов, но не равна им при использовании помесячных сложных процентов.

## Будущая стоимость аннуитетных платежей
Будущая стоимость аннуитетных платежей предполагает, что платежи осуществляются на приносящий проценты вклад. Поэтому будущая стоимость аннуитетных платежей является функцией как величины аннуитетных платежей, так и ставки процента по вкладу.
Будущая стоимость серии аннуитетных платежей (FV) вычисляется по формуле (предполагается сложный процент)
{\displaystyle FV_{\mathrm {annuity} }=X\cdot {(1+r)^{n}-1 \over r}},
где r — процентная ставка за период, n — количество периодов, в которые осуществляются аннуитетные платежи, X — величина аннуитетного платежа.
Аннуитет пренумерандо в рассматриваемом случае начисления процентов по аннуитетным платежам, имеет на один период начисления процентов больше. Поэтому формула для вычисления будущей стоимости аннуитета пренумерандо приобретает следующий вид
{\displaystyle FV_{\mathrm {annuity} }=X\cdot {(1+r)^{n}-1 \over r}\cdot {(1+r)}}
В табличных процессорах в состав финансовых функций входит функция для вычисления будущей стоимости аннуитетных платежей. В OpenOffice.org Calc для вычисления будущей стоимости аннуитетных платежей (как постнумерандо, так и пренумерандо) применяется функция FV.

## Расчёт составляющих аннуитета
При простых процентах
Аннуитетный платеж = Погашение ОД + Проценты
где Погашение ОД — сумма в погашение тела займа
Проценты — сумма процентов по ссуде за месяц, выплачиваются после полного погашения ОД
Проценты по кредиту = (Сумма ОД х Процентная ставка х Число дней между датами) / (100 х Число дней в году)
Где сумма ОД — сумма основного долга на дату расчёта.
Ставка — процентная ставка в текущем периоде. Если было изменение процентной ставки, берется новая ставка.
Число дней между датами — разность в днях между датами «Дата текущего платежа» и дата предыдущего платежа.
При сложных процентах
Аннуитетный платеж = Погашение ОД + Проценты
где Погашение ОД — сумма в погашение тела займа
Проценты — сумма процентов по ссуде за месяц, выплачиваются ежемесячно
Проценты по кредиту = Сумма ОД х ((1+Процентная ставка/100)^((Число дней между датами)/ (Число дней в году)) −1)
Где сумма ОД — сумма основного долга на дату расчёта.
Ставка — процентная ставка в текущем периоде. Если было изменение процентной ставки, берется новая ставка.
Число дней между датами — разность в днях между датами «Дата текущего платежа» и дата предыдущего платежа.